# USS Constellation (1797)

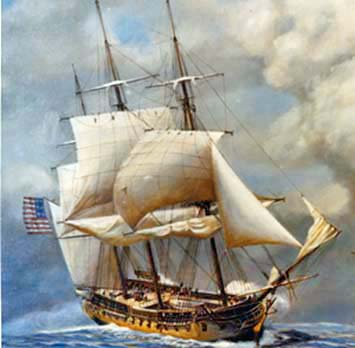
USS Constellation (1797)

De USS Constellation (1797) was een fregat, bewapend met 38 kanonnen, en een van de originele fregatten gebouwd naar aanleiding van de Marinewet van 1797. Ze werd gerenommeerd als het eerste Amerikaanse marineschip voor actieve diensten op zee en het eerste Amerikaanse zeilschip dat vocht in een zeeslag en vijandelijke schepen overwon en buitmaakte. Ze werd gebouwd in 1797, en uit dienst gesteld in 1853. Er werd in 1853 een tweede "USS Constellation" gebouwd als replica van het 18e-eeuwse zeilschip, dat tevens werd gesloopt. Deze "USS Constellation" uit 1853 ligt nu in de binnenhavendok van Downtown Baltimore in Maryland, Verenigde Staten.

## Constructie
Op 27 maart 1794 vaardigde het United States Congress de marinewet van 1794 uit, die besloot tot de bouw van zes nieuwe fregatten voor de United States Navy: "USS Chesapeake", "USS Congress", "USS Constellation", "USS Constitution", "USS President" en "USS United States".
De "USS Constellation" was de eerste die in dienst werd gesteld.
De "USS Constellation" werd gebouwd in Harris Creek Shipyard in Baltimore's Fells Point door Joshua Humpreys en te water gelaten op 7 september 1798, vlak voordat de Verenigde Staten deelnamen aan de Quasi-oorlog tegen Frankrijk.

## Ontwerp

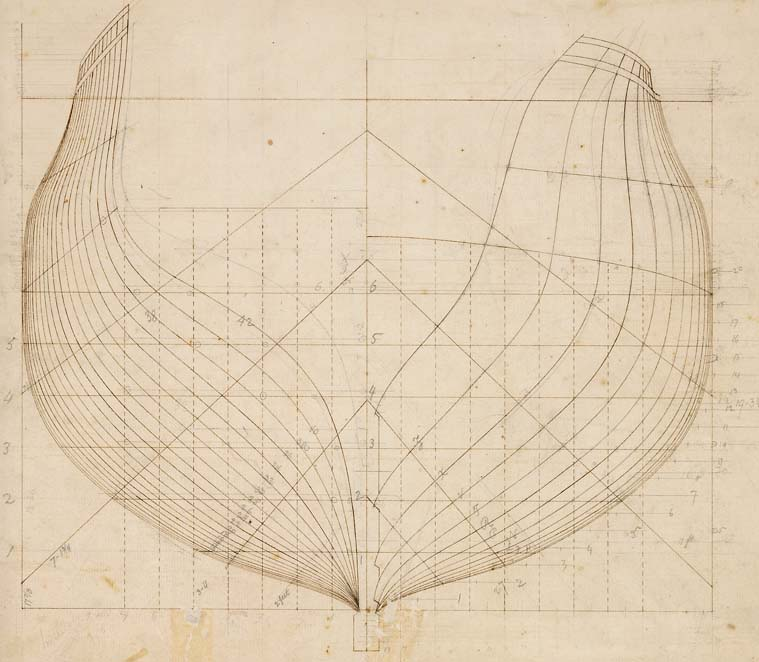
Ontwerp van de romp

Joshua Humphreys was een Quaker in de leer bij scheepsbouwer John Warton en nam zijn scheepswerf over met Wartons dood in 1771. In Philadelphia kreeg hij daar uitbreiding voor zijn werf, door de goede verstandhouding met de toenmalig stadsbestuur en werd hij een van de voornaamste scheepsbouwers van Philadelphia. Humphreys werd benoemd tot Master Constructor (Meester (Scheeps)Bouwer) van de Verenigde Staten en hij werd gelast met het bouwen van zes fregatten.
Daar waren twee ontwerpen bij, een eerste voor een 44 kanonnen tellend fregat dat zogenaamd voorzien was voor de "USS Constitution", "USS President" en "USS United States".
Het tweede ontwerp waren de 38 kanonnen tellende fregatten "USS Congress", "USS Chesapeake" en "USS Constellation".
Beide ontwerpen waren omstreden voor die tijd met een lange kiel en nauwe breedtes en zware kanonnen. Tegen dat ze werden gebruikt, was het ongebruikelijk dat zij werden geconstrueerd met een diagonaal (ribben)schema, dat men van plan was tot het beperken van gekromde rugspanten (doen doorbuigen van het schip op het einde, vanaf het midden), terwijl ze de schepen met uitzonderlijke zware planken opbouwden. Dit gaf de romp meer sterkte dan andere, lichter gebouwde fregatten, die ze zonder meer evenaren konden. Alleen bij hoge wind gingen de zwaarbewapende zeilschepen met hun 24-pounderkanonnen, met hun 11 kg zware kanonskogels, door aan hun lijzijde (uit de windzijde), ook omdat ze masttopzwaar en zeiltopzwaar waren. Tijdens het eerste gevecht van de "USS Constellation" ondervonden ze dit. Daarna werd het zeilschip ontdaan van zijn 24-pounders en kreeg het schip de lichtere bewapening van 18-pounderkanonnen. Voortaan gingen de schepen niet meer door hun lijzijde tijdens sterke wind.

## In actieve dienst

### USS ConstellationtegenL' Insurgente

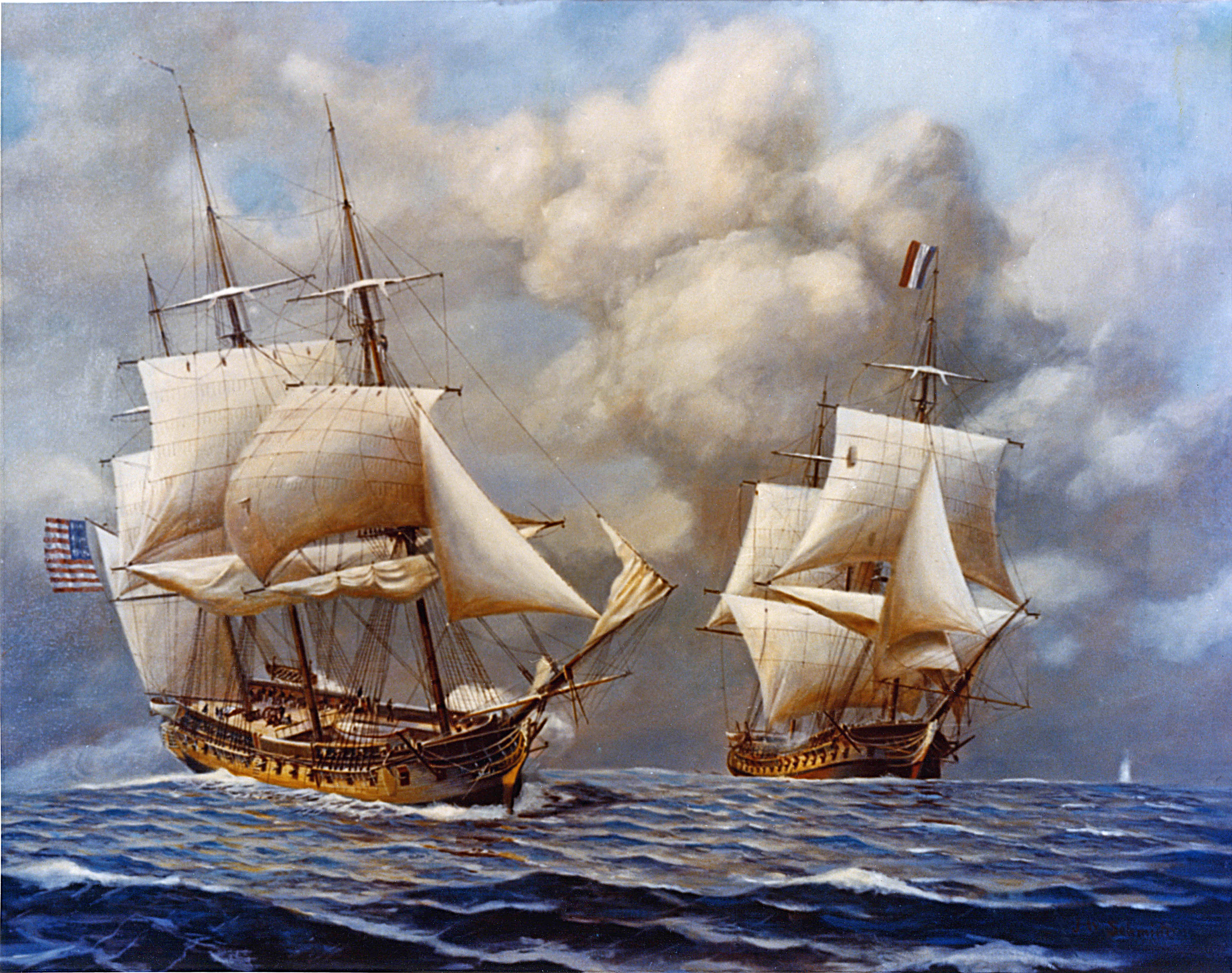
De USS Constellation vuurt op L' Insurgente

- Op 9 februari 1799 vocht de "USS Constellation", onder bevel van kapitein-ter-zee Thomas Truxtun tegen het Franse fregat "L' Insurgente", het snelste schip van de Franse marine en bewapend met 28 kanonnen.
Het gevecht begon op zowat 18 zeemijlen ten noordoosten van het Nevis eiland, behorende bij de Kleine Antillen rond de middag, wanneer de "USS Constellation" de Franse "L' Insurgente" in de verte zag.
Kapitein Truxtun zag dat de verbindingszeilen hier en daar gebroken waren en vermoedde dat het nog onbekende zeilschip ergens strijd had geleverd. De "USS Constellation" zette zeil bij en begon haar in te lopen.
De "L' Insugente" had eerder de schoener "USS Retalation" gekaapt in november 1796 en drie weken voordien werd ze opgejaagd door de "USS Constitution" maar was ontsnapt.
Het oorlogsschip L' Insurgente moest handelsschepen kapen die in oorlog waren met Frankrijk. L' Insurgente trachtte weg te varen en de "USS Constellation" voor te blijven, zoals bij de "USS Constitution" twee maanden voordien. Na een uur achtervolging was Truxtun genoeg genaderd met seinen te verzoeken om zich bekend te maken en om te vragen of het schip achtervolgd werd door de Engelsen of niet. Truxtun kreeg geen antwoord, achtervolgde L' Insurgente beneden de wind, en maakte zich klaar voor een eventueel gevecht met een mogelijke vijand en laveerde nog zo'n kwartier.
Kapitein Truxtun signaleerde met seinvlaggen volgens de code van de United States Navy, maar kreeg weer geen antwoord. De USS Constellation zette nu alle zeilen bij niettegenstaande een opkomende rukwind die dreigde een zeil uit de topmast te rukken. Ze reefde de zeilen, juist genoeg tot er weer een rukwind opkwam. De USS Constellation had het lastig, maar dit was hetzelfde voor L' Insurgente toen haar topmast knapte en haar hierdoor iets vertraagde tegenover de Amerikaan.
Kapitein Barreaut beval L' Insurgente klaar te maken voor het gevecht. De USS Constellation was bewapend met zware 24-pounderkanonnen en die maakten dat ze te veel naar lijzijde doorging door haar topgewicht en zodanig in haar overgave door de weersomstandigheden en peilden het onbekende fregat over het gehele schip, om toch maar een aanwijzing te vinden, wie ze werkelijk waren.
Er werd verondersteld dat lichtere 18-pounderkanonnen in haar voordeel zouden zijn, voor haar manoeuvres, maar dit was voor een mogelijke volgende opknapbeurt.
Opeens hees L' Insurgente de Franse driekleur, omdat kapitein Barreaut toch niet meer kon ontsnappen en vroeg of laat zou herkend worden als een Fransman.
De Franse kapitein trachtte nog te onderhandelen, maar kapitein Truxtun weigerde op zijn beurt te antwoorden, en gaf aan zijn mannen het bevel de Fransman aan te vallen en mogelijk te kapen, en schoot meteen met zijn in gereedheid gebrachte kanonnen. De Amerikaanse oorlogsschepen in deze periode vuurden - zoals de Britten - voor de boeg van een schip om het te doen stoppen en om het te dwingen zich bekend te maken met hun 24-pounderkanonnen. Maar nu was alles bekend en de USS Constellation vuurde naar de romp van L' Insurgente. Die beantwoordde het kanonvuur met hun kanonnen, zodat de kogels tegen de masten en het tuigage sloegen. De masten bleven gespaard en eveneens de ietwat gereefde zeilen, deze beschermden, ietwat gescheurd, de achterliggende maststructuur. L' Insurgente werd verwoest door de USS Constellation door haar breedzijsalvo met al haar 19 kanonnen aan bakboord. Deze salvo's doodden menige Franse zeelui en anderen lieten hun wapens in de steek en zochten dekking.
De Fransman trachtte aan te klampen met het Amerikaans fregat, traag en zeer dichtbij komende, maar de USS Constellation trof de Fransman voor en dwars van haar bovenbouw en in de lengte met een volgende breedzijsalvo. De USS Constellation kruiste haar loefzijde en L' Insurgente, beschadigd weliswaar, draaide voor de volgende, met de beide geschutsbemanning nu, met een beschietingsverandering aan bakboordzijde in plaats van stuurboord. Een van de zware 24-pounders van de Amerikaan versplinterde de romp van het Franse fregat.
De Franse 12-pounders waren niet opgewassen voor dezelfde klus tegen de romp van de "Constellation". De Amerikanen beschikten over dubbel zoveel vuurkracht. Kapitein Barreaut had zich bewezen tegenover de "Constellation", maar schoot tekort tegenover hun 24-pounderkanonnen en begreep dat de strijd verloren was. Zijn schip was doorzeefd, enkele dwarsmasten waren gebroken en de zeilen aan flarden geschoten en hij telde vele doden en gewonden. Bovendien lekte zijn scheepsromp. Hij streek de Franse driekleur, wat betekende dat de "USS Constellation" haar eerste voornaamste zege had behaald van de nieuw gebouwde en ontworpen Amerikaanse oorlogsschepen. Het Franse schip werd opgevorderd, zo goed mogelijk hersteld en als buit naar een Amerikaanse haven gevoerd voor verdere herstellingen.

### USS ConstellationtegenLa Vengeance
Andere overwinningen volgden. In februari 1800 vocht de USS Constellation 's nachts tegen het Franse fregat La Vengeance, uitgerust met 54 kanonnen van de La Résistance-klasse (ontworpen door Pierre Degay, met 30 24-pounderkanonnen en 20 12-pounderkanonnen). La Vengeance was lichter dan de USS Constellation, maar had een zwaardere opbouw van breedzijde van romp.
La vegeance poogde voor een aanloop en had zijn zijboordkanonluiken nog dicht. Een uur na zonsondergang, kwam het Amerikaanse fregat binnen het aanroepbereik en wanneer La Vengeance werd bevolen tot vertragen en mogelijke overgave, gingen de kanonluiken open en beantwoordde ze de eisen van de Amerikanen met haar breedzijkanonvuur.
Na een uur schortte er iets aan de Constellation haar voorzeilen, door de beschietingen en werden ze meteen hersteld. Dan haalde het Amerikaans fregat "La Vengeance" weer in, en in een oplooprun veranderde het gevecht met hun breedzijden voortdurend.
Tweemaal kwamen de beide schepen dicht naast elkaar gevaren. Er werd over en weer geschreeuwd en op elkaar geschoten met hun musketten en pistolen.
De tweede maal was bijzonder bloedig als de mariniers vanaf de Constellation massaal op het dek schoten van La Vengeance, en lieten een dek vol dode lichamen en gewonden achter. Daarna probeerde de Amerikaan de Fransman aan te klampen en enterhaken vlogen rond de verschansing en tuigages.
Een jonge luitenant stond naast kapitein Pitot van La Vengeance en bij het zien van het bloedbad op hun dek begreep hij, dat de komende strijd catastrofaal zou aflopen en legde zijn wapens neer tot overgave. De USS Constellation zegevierde na een vijf uren durende zeeslag.
De overwonnen La Vengeance was zodanig getroffen en beschadigd in de romp en aan haar tuigage, dat ze werd weggesleept en haar daarna aan de grond lieten lopen, buiten de haven van Curaçao, beter dat dan moeite te doen om in de haven te laveren en uiteindelijk daar te vrezen, dat ze zou zinken.
De Franse kapitein had zichzelf ter verantwoording gesteld voor het redden van zijn schip en zijn overgebleven bemanning, zodat hij zich had overgegeven. Met de aankomst naar de haven, was kapitein Pitot zo deemoedig dat hij later opschepte, een lichtere boordzijde te hebben en dat de Constellation hem gemakkelijker overwonnen had, door zijn grootte en zwaardere constructie, en beter bewapend was over de gehele lijn.
Niettegenstaande een lichtere boordzijde, informeerde kapitein Pitot van La Vengeance dat ze samen met al haar kanonnen, in die vijf uur durende strijd, bij benadering 742 keer had geschoten, terwijl kapitein Truxtun van de Constellation vermeldde dat hij in die tijdsduur 1.229 schoten had gelost met al zijn kanonnen.
De tuigage van de USS Constellation en haar masten waren zo beschadigd, dat ze niet trachtte te zeilen met volle wind en keerde zodoende naar de haven van Jamaica. Niet in staat gebracht voor haar gehele herstelling, keerde ze als een kreupel zeilschip huiswaarts voor een grondiger en grootscheepse herstelling. Daar werden de zware 24-pounderkanonnen vervangen door de 18-pounders. Dit was voor het zeilschip ook beter om niet door te gaan, met volle wind aan haar lijzijde. Na de ontmoeting en de ongelooflijke snelheid en krachtvolle optreden van de USS Constellation, inspireerden de Fransen haar tot het geven van een bijnaam: Yankee Racehorse.
Nadien diende de Constellation in de Eerste Barbarijse Oorlog tegen Tripoli en in de Oorlog van 1812 tegen Groot-Brittannië.
In 1840 zeilde ze volledig rond de wereld rond en ze voer als het eerste oorlogsschip in de binnenlandse wateren van het Chinese Keizerrijk.

## Voortbestemming
In 1853 werd de "USS Constellation" geschrapt van de Marinelijst en opgebroken voor sloping in de Gosport Navy Yard in Norfolk, Virginia. Tegelijkertijd werd de kiel gelegd voor de tweede "USS Constellation". In de tweede helft van de 20e eeuw
werd de versie uit 1853 bedacht aan de versie van 1797 in de stad Baltimore, Maryland en bevorderde het zeilschip als het originele, en sommige marinehistorici geloofden dat het Baltimoreschip zo gebouwd werd als het originele zeilschip uit 1797. De krant "Fouled Anchors: The Constellation Question Answered", door Dana M. Wegner et al., gepubliceerd door het Navy's David Taylor Researche Center in 1991, stelden vast, dat het een ander schip was. Het uiteindelijke bewijs kwam tijdens de renovatie van het zeilschip in de Baltimoreafhandeling in 1999, in welke alle bewijsmateriaalpunten van de constructie van een geheel nieuwe oorlogssloep van de jaren 1850 was, en niet het werkelijke zeilschip uit 1797.

## USS Constellation(1797)
- Type: Fregat (zeilschip) van de United States Navy
- Harris Creek Shipyard, Baltimore Fells Point, Philadelphia
- Besteld: 27 maart 1794
- Te water gelaten: 7 september 1797
- Geschrapt: 1853
- Afgebroken: 1853

### Algemene kenmerken
- Waterverplaatsing: 1.265 ton
- Lengte: 164 voet - 50 m
- Breedte: 41 voet - 12,50 m
- Diepgang: 13,50 voet - 4,10 m
- Voortstuwing: gezeild (drie masten, boegspriet)
- Bemanning: 340 officieren, mariniers en matrozen
- Bewapening: 38 x 24-pounders (11 kg) kanonnen met lange loop (in 1799 vervangen door 18-pounders wegens topzwaar en diepe lijzijde) - telkens 19 kanonnen aan bakboord en stuurboord